# Городская усадьба П. Ф. Секретарёва
Городская усадьба П. Ф. Секретарева — усадьба в Москве по адресу Гоголевский бульвар, дом 5, строение 1. Объект культурного наследия регионального значения.

## История
В XVIII веке владение входило в состав усадьбы князя Петра Васильевича Лопухина. Сохранившийся усадебный дом выстроил архитектор Николай Ильич Козловский в 1850-53 годах по заказу статского советника Петра Фёдоровича Секретарёва, чей отец служил камердинером у Григория Александровича Потёмкина и императрицы Екатерины II. Секретарёв занимался меценатством и имел маленький театр в Нижнем Кисловском переулке, получивший народное название «Секретарёвка».

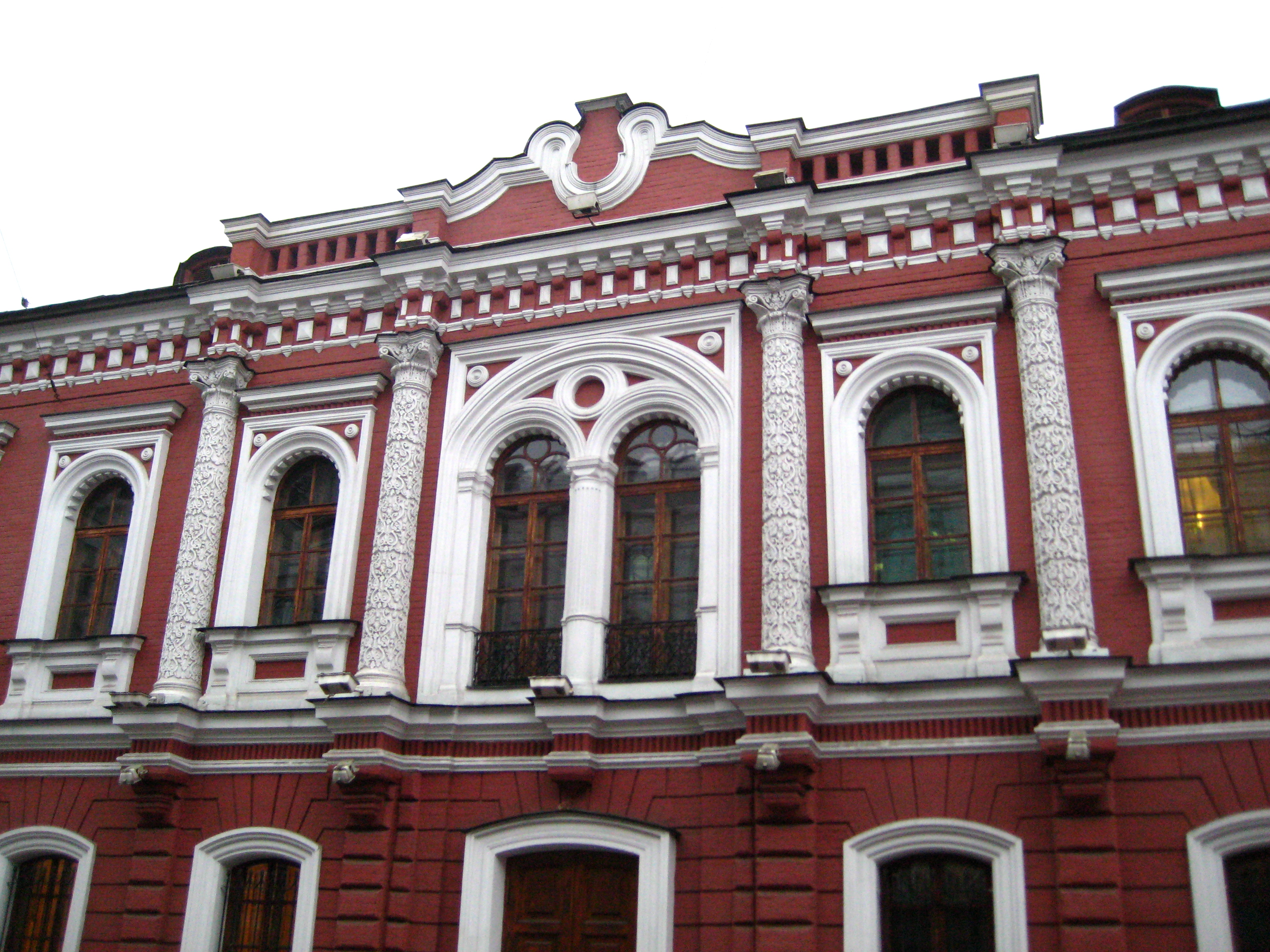
Центральная часть фасада, выходящего в Гагаринский переулок

Украшение фасадов здания богатое, выделяются резные колонны из белого камня. Стиль декора является вариацией на тему ренессанса. Во время возведения Храма Христа Спасителя в 1850-е годы в доме жил архитектор Константин Андреевич Тон. Исследователи считают именно его автором усадебного дома, на это указывает сильное сходство колонн и других элементов декора с оформлением Оружейной палаты и Большого Кремлёвского дворца.
В 1926-34 годах в доме проживал педагог Станислав Теофилович Шацкий. Горожане также считали, что здесь жил с семьёй сын Иосифа Виссарионовича Сталина Василий. В действительности же они проживали в соседнем здании усадьбы Секретарёва (Гоголевский бульвар, дом 7). Во второй половине XX века в бывшей усадьбе Секретарева размещалось общежитие текстильной фабрики в Бутиковском переулке. В особняке также размещалась мастерская-квартира скульптора Г. И. Кепинова.
Чертежи дома сохранились, с их использованием в 1990-е годы была выполнена реконструкция. Работы были проведены московской компанией «АСК Новый Век» по проекту архитектурного бюро «Триарт-2000». Городские власти отметили проведённую реставрацию, включив фирмы в число победителей конкурса «На лучшую реставрацию, реконструкцию, новое строительство и благоустройство объектов историко-градостроительной среды г. Москвы, завершенных в 2000 году». На данный момент усадебный дом используется для размещения офисов ряда российских компаний.